# Honoré Pons
Honoré Pons (* 1773 in Paris; † 13. Januar 1851 ebenda) war ein französischer Uhrmachermeister, Erfinder und Unternehmer.

## Leben und Werk
Pierre-César Honoré Pons wurde Ende 1773 in der Rue Mouffetard geboren. Nach seinem Schulabschluss an der Jesuitenschule in der Rue Mouffetard, begann er 1789 seine Ausbildung bei Antide Janvier. In Folge der Französischen Revolution musste Pons seine Ausbildung unterbrechen. Beim Pariser Uhrmachermeister Jean Baptiste Lepaute konnte Pons 1798 seine Ausbildung fortsetzen und 1802 mit der Meisterprüfung abschließen. 1803 machte er sich selbständig. Da die Geschäfte wegen der politischen Umwälzungen nicht gut liefen, musste Pons Fremdaufträge anderer Uhrmachermeister abarbeiten, um nicht zu verhungern. Dennoch betätigte er sich zeitgleich als Erfinder, auf den eine Reihe früher Maschinen zur Herstellung von Uhrwerken zurückgehen. Im Jahr 1804 lobte die Akademie der Wissenschaften in Paris Pons Erfindungen und seine präzise arbeitenden Uhrwerke.
1806 suchte Graf Jean-Baptiste Nompère de Champagny, Napoleons Innen- und Industrieminister nach einem guten Uhrmachermeister, der in der Lage war, die in Folge der Revolution brachliegende, bankrotte Uhrenindustrie Frankreichs wieder neu zu beleben. Die Akademie empfahl dem Minister Pons, dem daraufhin ein finanziell überaus attraktives Angebot der französischen Regierung unterbreitet wurde, um ihn zum Leiter der nordfranzösischen Uhrenindustrie zu machen. Dank der finanziellen Spritze konnte Pons sämtliche Schulden begleichen und war fortan ein wohlhabender Mann. Bereits 1808 hatte er die Uhrenindustrie nahe Dieppe durch seine rationellen Produktionsmethoden in Serienfertigung wieder zum Laufen gebracht und begann hohe Gewinne zu erwirtschaften, womit dem Staat wieder hohe Steuereinnahmen aus der Uhrenproduktion zuflossen. Er sorgte erstmals in der Geschichte Europas für vollständige Gleichberechtigung zwischen Frauen und Männern in der Uhrenherstellung. Außerdem wurden Frauen und Männer gleich bezahlt. Dank seiner Maschinen, die die Uhrenproduktion nicht nur beschleunigten, sondern für gleichbleibend hohe Qualität sorgten, gelang Pons nach drei Jahren die Gewinnschwelle.
Im Auftrag des Comité des Arts mécaniques, untersuchte die Société des Arts eines der Uhrwerke, die Pons in Saint-Nicolas hergestellt hatte. Der berühmte Uhrmacher Abraham Louis Breguet schrieb in seiner Analyse: „Ich selbst habe mit größter Aufmerksamkeit das Uhrwerk untersucht, das Herr Pons der Société übergeben hat. Wir sind gemeinsam zu dem Schluss gekommen, dass dieser Uhrmacher, wenn er weiterhin Uhrwerke dieser Qualität für 40 F (Franc) herstellen kann, den wirtschaftlichen Gesundungsprozess der Uhrenindustrie positiv beenden kann, etwas, das wir alle unterstützten müssen, wenn wir in Frankreich wieder Uhren ausgezeichneter Qualität herstellen wollen. Die Bauteile von Herrn Pons sind vergleichbaren anderer Uhrmacher der gleichen Größe weit überlegen, obwohl deren Uhren teurer verkauft werden. Pons Uhrwerk bietet den Vorteil gut geformter und regelmäßiger Zähne, was für einen präzisen Gang und die Genauigkeit einer Uhr äußerst wichtig ist, und bei bisher seriell hergestellten Objekten leider nur sehr selten anzutreffen ist. Der Rahmen von Pons Uhrwerk ist bemerkenswert gut und solide zusammengebaut, die Ritzel sind abgerundet und die Stangen gut gehärtet. Aus dem Vorstehenden folgt, dass es Herrn Pons nachweislich gelungen ist, Uhrwerke herzustellen, die er ein Fünftel günstiger herstellen kann als andere Uhrmacher. Pons Uhren sind trotz des Preisvorteils viel professioneller hergestellt und von weit besserer Qualität als jene, die aktuell in französischen Uhrenfabriken hergestellt werden. Durch die Perfektionierung der Uhrbau-Kunst […] ist Herrn Pons Wirken, sowohl für den Handel, als auch für die Öffentlichkeit Frankreichs überaus nützlich und verdienstvoll. Seine weitere Arbeit verdient daher jede nur mögliche Unterstützung, die der französische Staat und die Société bieten kann“.
Die Uhren, die Pons in Saint-Nicolas produzierte und in seinem eigenen Geschäft in der Pariser Rue de la Barillerie an der Ile de la Cité verkaufte, waren von hoher Qualität. Pons gewann bei den jährlichen Ausstellungen, anlässlich der Frühjahrs- und Herbstmessen in Paris, im Jahr 1819 zwei Silbermedaillen für seine Uhrwerke. 1823 erneut die Silber-Medaille. 1825, 27 und 1834 gewann er jeweils die Gold-Medaille für seine Uhrwerke und deren Hemmungen. Auch 1839 und 1844 gewann Pons die Goldmedaille.
Er wurde 1839 von König Louis-Philippe I. mit dem Croix de la Légion d’Honneur ausgezeichnet. Am Ende seiner beruflichen Karriere verkaufte Pons 1846 seine Firma an Borromée Délépine und zog sich in ein Pariser Herrenhaus in der Rue Cassette zurück. Die Stadt St. Nicolas d’Aliermont würdigte Pons Verdienste posthum, indem sie eine Straße, den Chemin Honoré Pons, sowie eine Schule, das „Lycée Professionnel Honoré Pons“, nach ihm benannte.